# Mont Pinneshiri
Pour l’article homonyme, voir Pinneshiri.
Le mont Pinneshiri (ピンネシリ) est une montagne des monts Kabato au Japon culminant à 1 100 m d'altitude à la limite des villes de Tōbetsu et Shintotsukawa en Hokkaidō. Le mont Pinneshiri tient son nom du mot pinne-sir de la langue aïnou qui signifie « terre mâle ». Le nom du mont Machine voisin signifie « terre femelle ».
Le mont Pinneshiri, le mont Kamuishiri et le mont Machine sont ensemble appelés « les trois montagnes de Kabatoe » (樺戸三山, Kabato Sanzan).